# Main Street Historic District (Tampico, Illinois)
Der Main Street Historic District in Tampico im US-Bundesstaat Illinois ist ein Denkmalschutzgebiet, das nennenswert ist, weil es die Geburtsstätte des früheren US-Präsidenten Ronald Reagan enthält. Das Gebiet beinhaltet eine Gruppe von Gebäuden, die das Zentrum des Geschäftsviertels Tampicos darstellten, darunter auch zwei Wohnungen, die von Reagans Familie in den Anfangsjahren des 20. Jahrhunderts bewohnt wurden. Die Gebäude in dem Historic District wurden während der 1870er Jahre mehrfach umgebaut, da sie durch Brände und einen Tornado beschädigt wurden. Die Grenzen des Denkmalschutzgebietes umfassen der 100er-Block der Main Street (der Hauptstraße von Tampico), jedoch nicht Eigentum, das nicht aus der historischen Zeit datiert.
Der historische Distrikt stellt ein intaktes Geschäftsviertel einer kleinen, ländlichen Stadt Illinois’ dar. Die Gebäude weisen eine einheitliche architektonische Gleichheit auf; jedes der enthaltenen Gebäude innerhalb des Bezirks ist abhängig von den anderen, um bedeutsam zu sein. Die Contributing Propertys  sind abgegrenzt in die beiden Hauptgruppen „beitragende Gebäude“ und „wesentliche Gebäude“. Die beiden Geschäftshäuser, in denen Reagans Familie Wohnungen im zweiten Stock bewohnte, gehören zur Gruppe der „wesentlichen Gebäude“. Der Main Street Historic District wurde im Jahre 1982 in das National Register of Historic Places eingeschrieben.

## Geschichte
Tampico, Illinois, im Südosten des Whiteside County gelegen, wurde im Jahre 1858 gegründet, aber die Mehrzahl der Siedler trafen erst gegen 1871 in der Gegend ein, teilweise aufgrund der sumpfigen Landschaft der Gegend. Nachdem durch die Chicago, Burlington and Quincy Railroad 1871 eine Eisenbahnlinie durch Tampice gebaut wurde, setzte ein Wachstum des Ortes ein, der sich jedoch mit mehreren Rückschlägen konfrontiert sah. In den Jahren 1872, 1874 und 1876 ereigneten sich größere Brände, die den wiederholten Aufbau des zentralen Geschäftsviertels entlang der Hauptstraße erforderlich machten. Ein Tornado zerstörte 1874 etwa 40 Gebäude und vergrößerte die Probleme der Stadt. Als Ergebnis des wiederholten Wiederaufbaus wurden die Gebäude entlang der Main Street, die nach 1876 entstanden, aus Ziegelsteinen errichtet.
Zwischen 1896 und 1905 erlebte das Viertel entlang der Main Street in Tampico einen Bauboom. Mehrere landwirtschaftlich orientierte Industriebetriebe ließen sich während dieser Zeit in Tampico nieder. Der Bau des Hennepin Canals zwischen 1899 und 1907 trug ebenfalls dazu bei, dass neue Gebäude entstanden und in dieser Bauperiode entstanden fünf neue Gebäude an der Main Street. Im Jahre 1906 zog die Familie von Ronald Reagan hier ein und bewohnte zunächst die Wohnung im zweiten Stock des Gebäudes in 111 Main Street. Später lebten sie an anderen Plätzen in Tampico, zogen um und wohnten nochmals für eine kurze Zeit in einer anderen Wohnung im zweiten Stock innerhalb des Viertels.
Die Main Street (Illinois State Route 172) in Tampico weist heute weniger Gebäude in einer geringeren Dichte als zur Zeit ihres architektonischen Höhepunktes zwischen 1871 und 1920 auf. Brände und Neubauten sind teilweise dafür verantwortlich. Trotz der geringeren Zahl der Gebäude veranschaulicht die Reihe von Geschäftshäusern entlang der Ostseite der Straße die frühere Dichte des Viertels.

## Grenzen
Historisch gesehen umfasst das zentrale Geschäftsviertel in Tampico einen Straßenblock, den mit den 100er Hausnummern der Main Street, der sich von der Market Street im Norden bis zu den Gleisen der Chicago, Burlington and Quincy Railroad im Süden erstreckte. Die Grenzen des Denkmalschutzbezirkes entsprechen zumeist den traditionellen Grenzen des Geschäftsviertels, beinhalten jedoch nicht Bauten aus der Zeit nach 1920 und Gebäude, die Wohnzwecken dienen.
Die Nordgrenze des Denkmalschutzbezirks in der Nähe der Market Street schließt die Gebäude 106 und 107 South Main Street ein, wobei ein zum Zeitpunkt der Eintragung in das Register freies Grundstück und ein Neubau ausgegrenzt sind. Die südliche Grenze wurde entlang der Pig Alley gezogen und beinhaltet nicht einen modernen Getreidespeicher in der Nähe der Eisenbahnstrecke.

## Architektur
Die Gebäude des historischen Distrikts sind alle in demselben Stil erbaut, save the Neokolonialstil, 1970s era bank building. Mit Ausnahme eines Hauses sind alle Gebäude des Distrikts zweistöckig und tragen damit zu einheitlichem architektonischem Rhythmus und Harmonie bei. Die meisten Gebäude des Denkmalschutzbezirks haben zueinander passende Gesimslinien und die beiden Bauten in Holzständerbauweise in dem Bezirk stammen aus der Zeit vor der Eintragung von Tampico als Ortschaft. Die Flächennutzung innerhalb der Grenzen des Gebietes ist ausnahmslos kommerzieller Natur und die Architektur der Gebäude nimmt auf diese Verwendung Bezug. Die architektonisch bedeutendsten Bauwerke innerhalb des Distrikts sind Teil einer zusammenhängenden, integrierten Einheit. Ihre Bedeutung ist abhängig voneinander, die Entfernung eines der Häuser würde die Integrität aller anderen Gebäude beeinflussen.

## Objekte in dem Denkmalschutzbezirk

### Beitragende Bauwerke

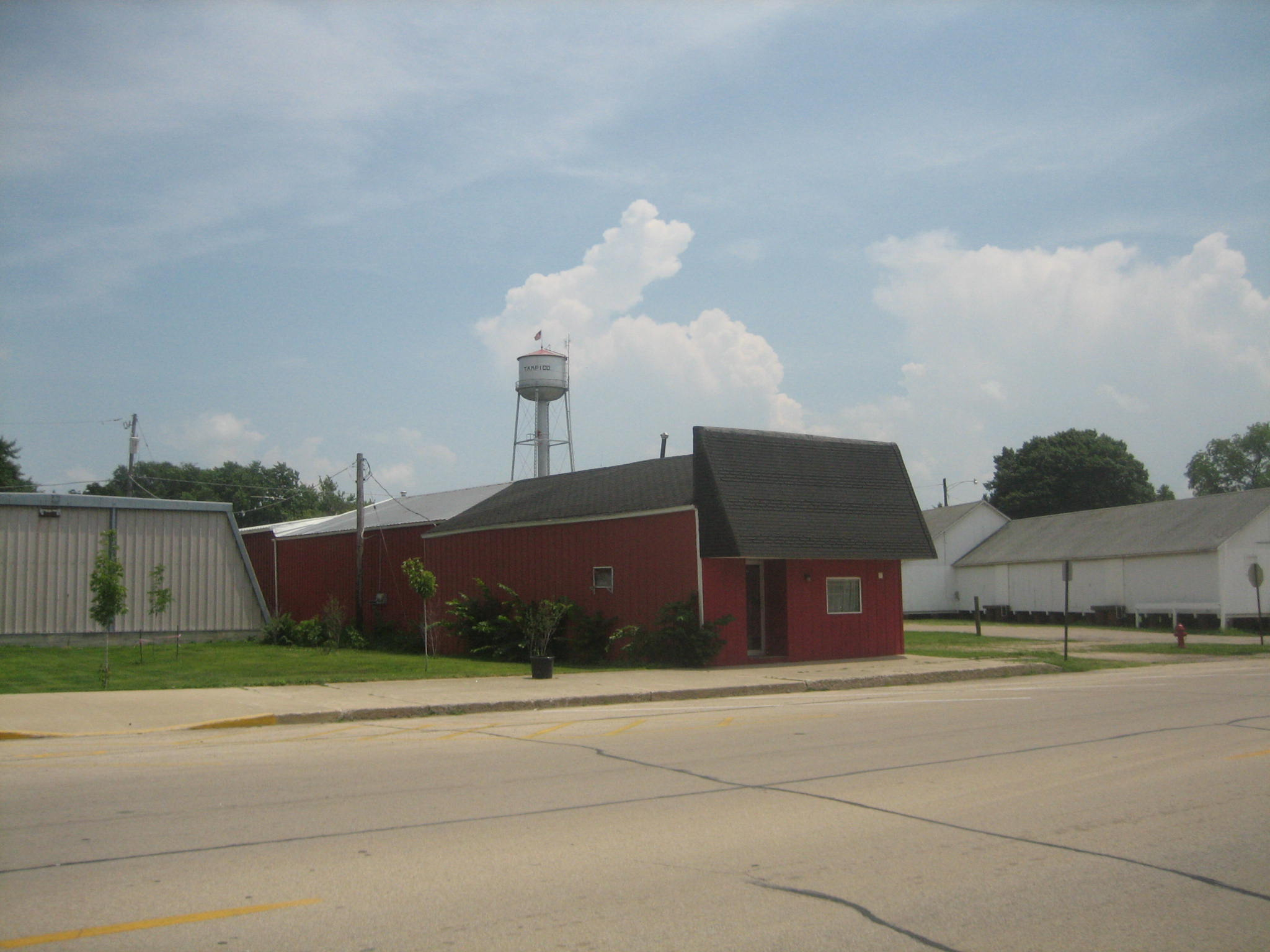
131 S. Main Street wurde 1873 errichtet und hat ein später hinzugefügtes Mansarddach

Die drei Gebäude 106, 110 und 131 South Main Street werden als beitragende Objekte zum Main Street Historic District in Tampico eingestuft, da sie zwar aus der gleichen Zeit stammen, wie die übrigen Gebäude, aber später wesentlichen Änderungen unterliefen. Außerdem stehen diese drei Gebäude jeweils einzeln und sind insofern nicht in die optische Harmonie der signifikanten Bauwerke des Bezirks als Ganzes integriert.
Das Gebäude 131 Main auf der östlichen Straßenseite wurde ursprünglich 1873 errichtet und gehörte der Firma Glassburn Lumber and Feed Die westliche Fassade des Hauses wurde geändert, indem eine neue Ladenfront und ein falsches Mansarddach hinzugefügt wurden. Die Bauwerke 106 und 110 Main sind durch ein einstöckiges Gebäude dazwischen verbunden. 106 S. Main Street wurde 1873 erbaut und besitzt eine falsche Front mit Brüstung, die das Giebeldach verbirgt. In dem Haus waren früher eine Hutmacherei und ein Schönheitssalon. Die östliche Fassade wurde später deutlich verändert. 110 S. Main Street ist ein 1905 erbautes zweistöckiges Backsteingebäude, das einst der Freimaurerloge diente. Ein Teil seiner Gesimse wurde entfernt und durch ein verschindeltes Vordach ersetzt.

### H.C. Pitney Variety Store

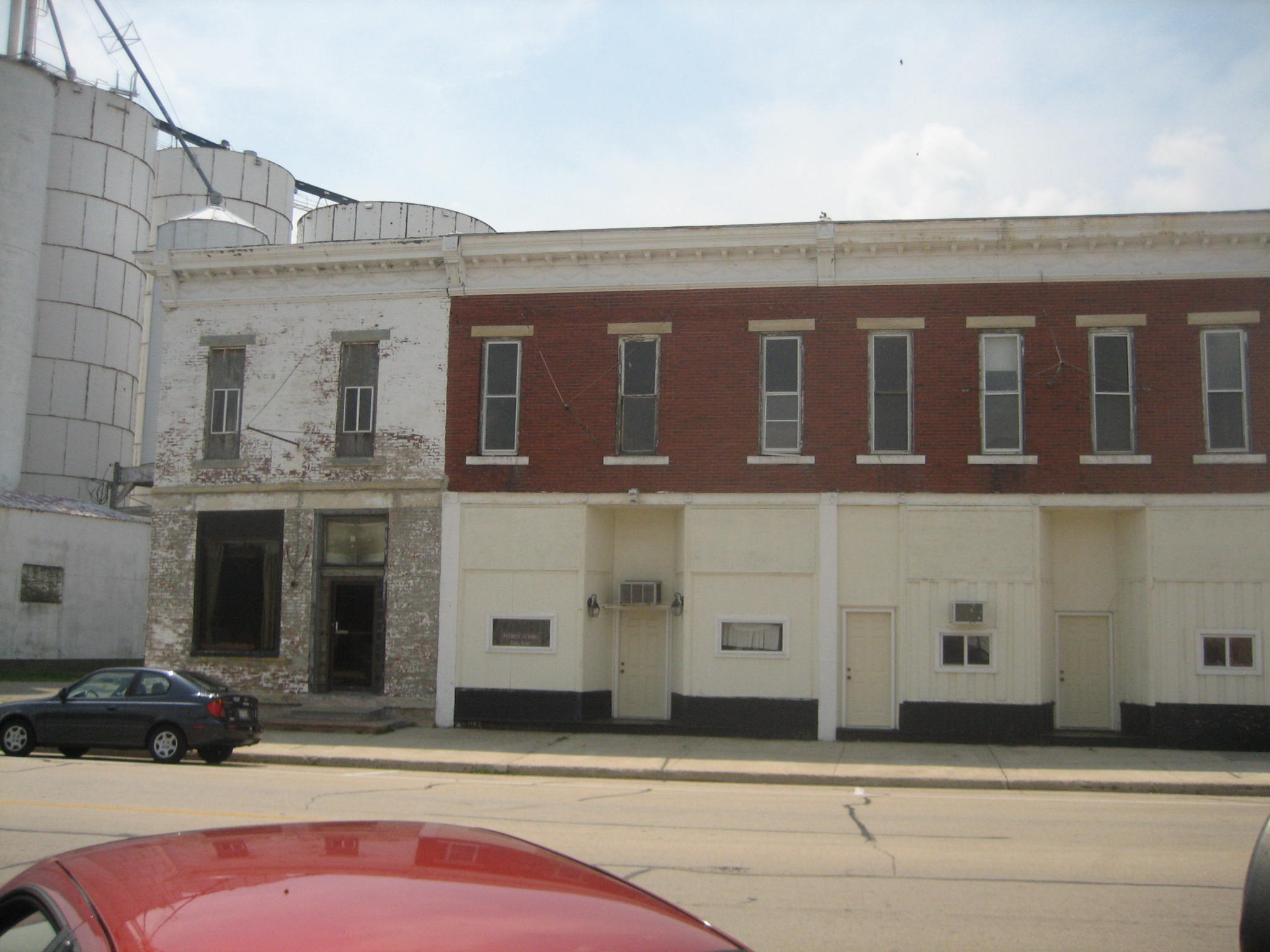
Der zweistöckige Gemischtwarenladen von H. C. Pitney ist mit dem älteren Nachbargebäude auf der Südseite verbunden

Das Gebäude, das als H.C. Pitney Variety Store bekannt ist, wurde 1900 durch Ray McKenzie erbaut. Unter verschiedenen Eigentümern bestand das Kleinkaufhaus von 1911 bis 1920. H. C. Pitney war Eigentümer des Ladens von 1911 bis 1914, als er ihn verkaufte. In dieser Zeit beschäftigte Pitney Jack Reagan, den Vater des späteren US-Präsidenten, als Verkäufer. Später wurde Pitney erneut Eigentümer des Anwesens. Bemerkenswert ist das Haus wegen seiner Bewohner in den Jahren 1919–1920. In dieser Zeit wohnte die Familie Ronald Reagans in der Wohnung im zweiten Stock.
Das Gebäude ist Teil eines zweistöckigen Blocks und verbunden mit dem angrenzenden Haus. Von diesen beiden Bauwerken ist Pitneys Laden das neuere, das andere Bauwerk wurde ein Jahr früher errichtet. Das Ziegelsteingebäude hat ein Gesims aus Metall und zwei Ladenfronten unter verschiedenen Adressen, 124 Main Street mit drei Schaufenstern und 122 Main Street mit vier Schaufenstern.

### Geburtshaus von Ronald Reagan

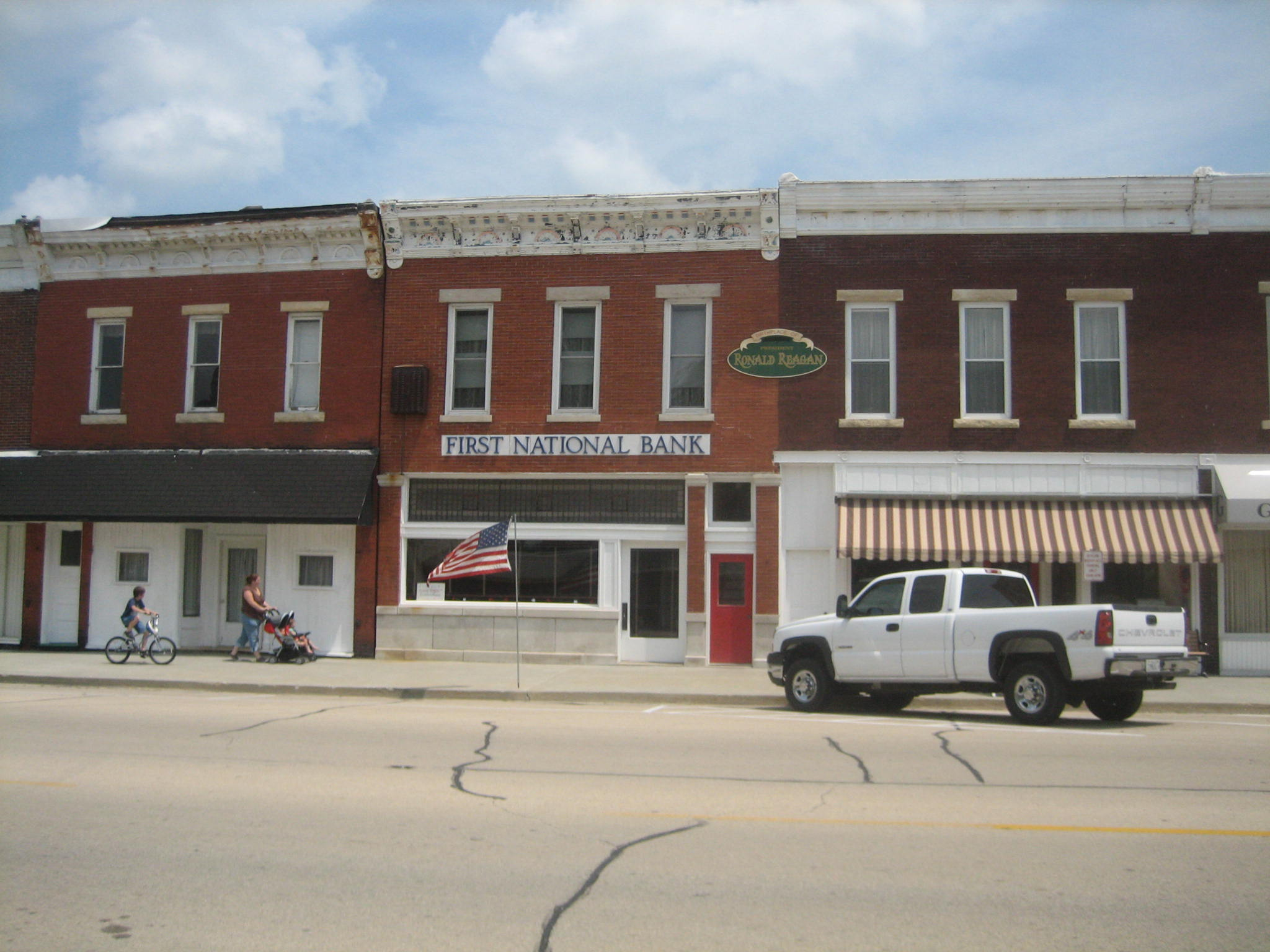
Das Geburtshaus von Ronald Reagan (Bildmitte) ist ein ehemaliges Bankgebäude

Das Gebäude 111 Main Street, das als Geburtshaus des 40. US-Präsidenten Ronald Reagan bekannt ist, wurde 1896 für G. W. Stauffer durch Fred Harvey Seymour erbaut und später als Graham Building bekannt. Von 1896 an bis zum Jahre 1915 befand sich darin eine Gaststätte. In der Wohnung im zweiten Stock über der Gaststätte wurde am 6. Februar 1911 Ronald Reagan geboren. Einige Monate nach seiner Geburt zogen die Reagans aus der Wohnung in ein Haus um.
Die Architektur des zweistöckigen Ziegelsteingebäudes ist ähnlich wie diejenige der umliegenden Gebäude. Es hat im zweiten Stock drei Fenster und ein Gesimse. Nur die ältesten Gebäude in dem Bezirk weichen mit den Gesimsen aus Metall und den eingelassenen Fenstern von Reagans Geburtshaus ab. Das Erdgeschoss des Hauses wurde als First National Bank wiederhergerichtet, die das Haus 1919–1931 nutzte. Im zweiten Stock wurde die Wohnung wieder entsprechend der Zeitperiode wiederhergerichtet, in welche Reagan geboren wurde. Das Haus kann von der Öffentlichkeit besichtigt werden und ist als „signifikant“ gelistet.

### Andere signifikante Bauwerke

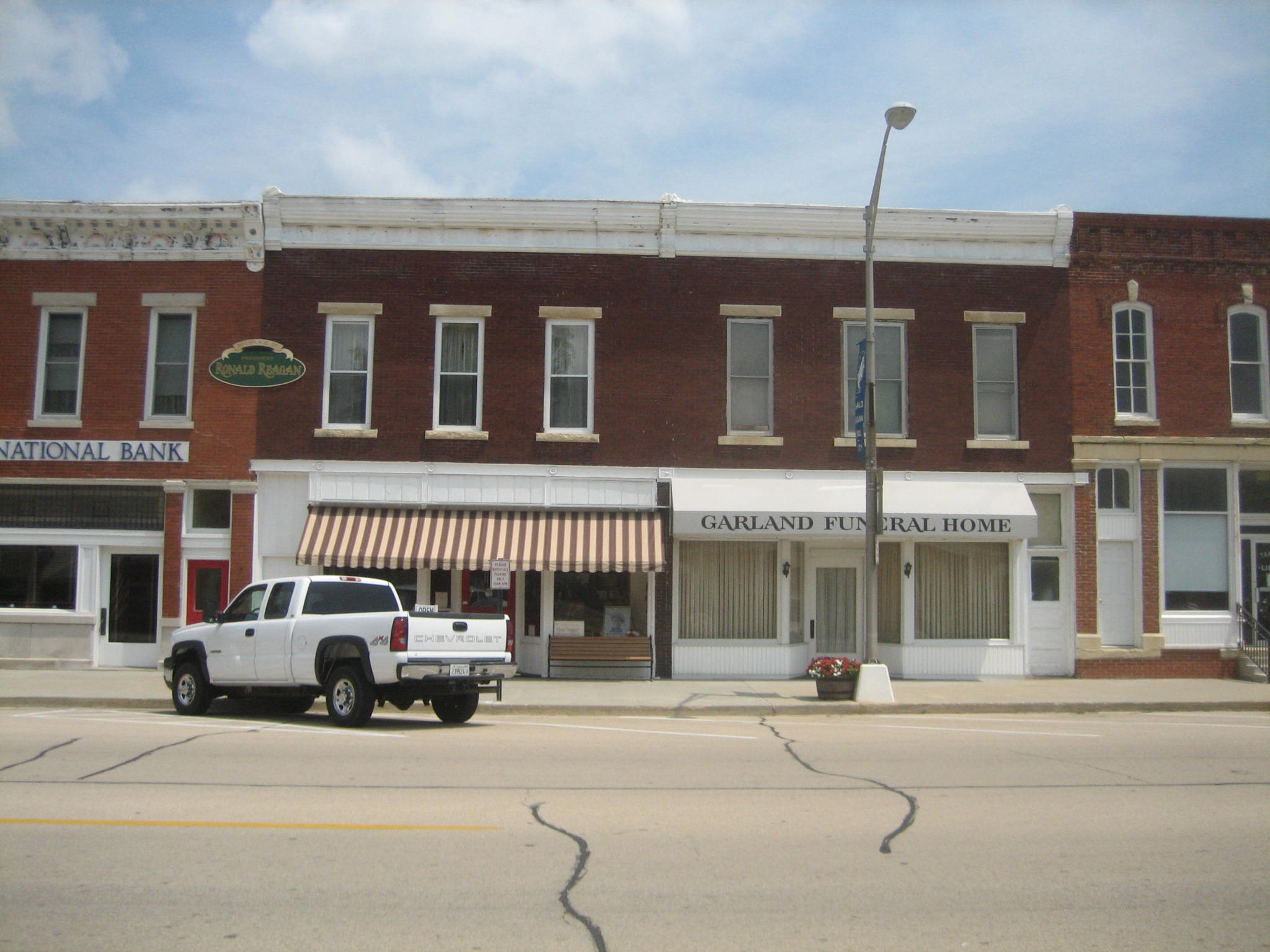
Die Bauwerke 113 und 115 Main Street wurden gleichzeitig erbaut – 115 Main Street war ab 1903 Sitz eines Bestattungsinstitutes

Die Contributing Properties in diesem historischen Bezirk sind in zwei Kategorien eingeteilt, „signifikant“ und „beitragend“. Signifikant sind solche Bauwerke, die architektonisch oder historisch herausragen. Zehn der 14 Gebäude in dem Denkmalschutzbezirk gelten als signifikant. Diese sind in zwei Gebäudegruppen zusammengefasst. Die eine Gruppe beinhaltet die Gebäude 107–119 Main Street auf der östlichen Seite der Straße und die zweite die Gebäude 122–126 Main Street auf der westlichen Straßenseite.
107 Main Street wurde 1903 für Susie Slippell erbaut und war ursprünglich ein Laden für Beschirrungen. Das nächste Gebäude, 109 Main, errichtete 1898 J.J Blietz, der einen Lebensmittel- und Fleischhandel betrieb. Das angrenzende Gebäude ist das Geburtshaus von Ronald Reagan. 113 und 115 Main Street wurden gleichzeitig im Jahre 1900 erbaut und haben eine gemeinsame Wand. In 113 Main Street befindet sich heute ein Andenkenladen und wurde einst von Fred Seymour für seinen Lebensmittelladen erbaut. Das Gebäude mit der Nummer 115 wurde für M. R. Lyon gebaut und war von 1903 ab ein Bestattungsinstitut.

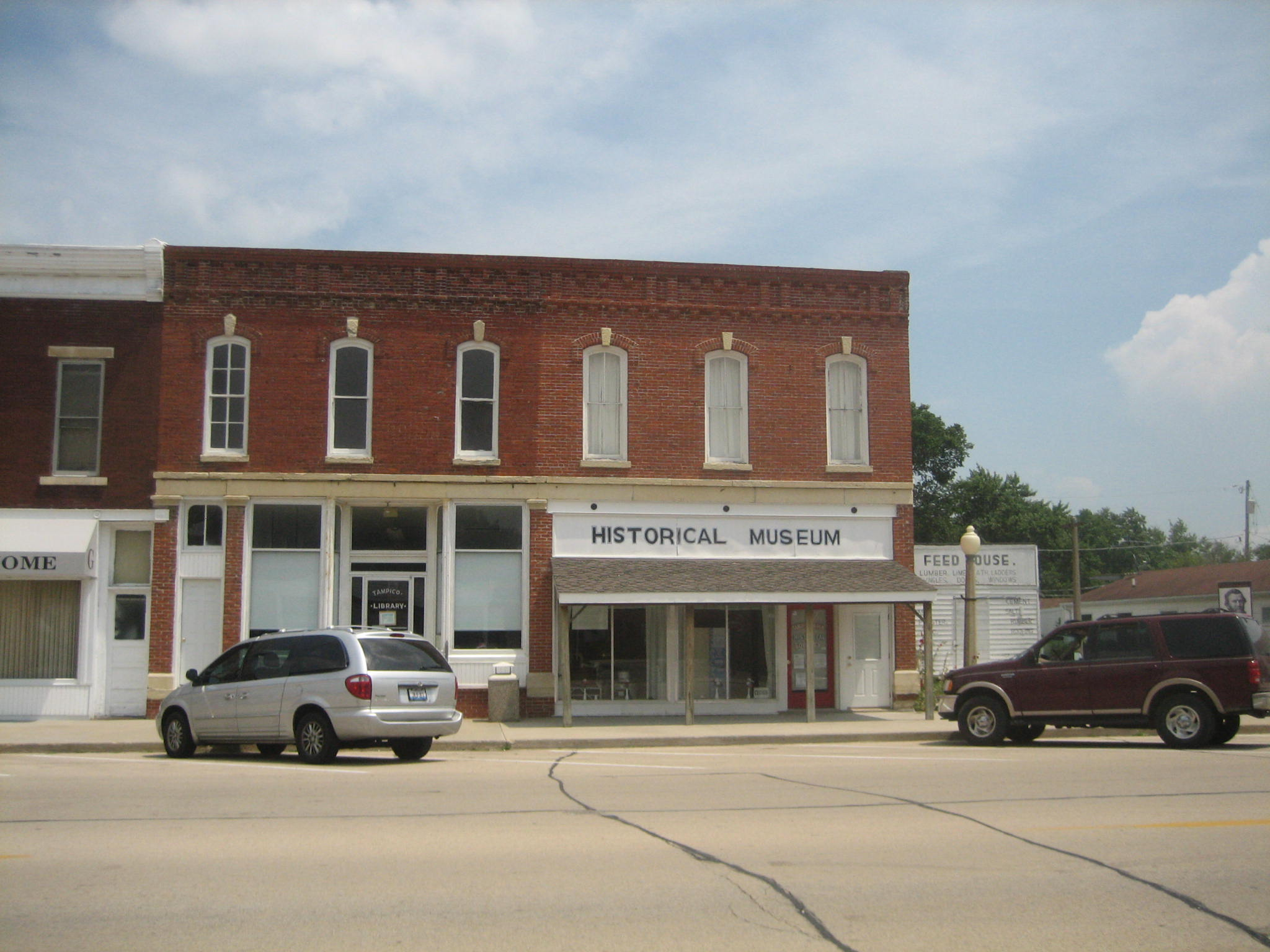
Die Gebäude 117 und 119 S. Main Street

Die Gebäude 117 und 119 S. Main Street sind die ältesten Backsteingebäude in diesem historischen Bezirk und wurden 1877 nach dem letzten großen Brand im Zentrum von Tampico errichtet. 117 Main beherbergte den Lebensmittelladen, Fleischhandel und Gemischtwarenladen von J.C. Paice und besitzt noch seine ursprünglichen gusseiserne Ladenfront. Das Gebäude 119 Main wurde für Ruben Davis erbaut. Es wurde 1980 durch ein Feuer beschädigt, jedoch anschließend wieder instand gesetzt.
Die zweite Gruppe signifikanter Bauwerke findet sich auf der westlichen Seite der Main Street von Hausnummer 122 bis 126. Die beiden Ladenfronten 122 und 124 Main Street sind der H.C. Pitney Variety Store. Das zugehörige Gebäude wurde 1899 für A. J. Glassburn errichtet, dem Sohn des Stadtgründers John Glassburn. Von 1899 bis 1931 beherbergte das Haus die Tampico State Bank, der A. J. Glassburn als Direktor vorstand. Glassburn war auch Bürgermeister von Tampico während dreier Zeitabschnitte, 1882–1885, 1887–1893, and 1901–1902. Nach 1931 wurde das Gebäude von einer anderen Bank und einem Bauholz- und Eisenwarenladen genutzt.

## Bedeutung des Denkmalschutzgebietes
Der Main Street Historic District in Tampico, Illinois ist auf zwei Gebieten von wesentlicher Bedeutung. Zum einen stellt er ein intaktes Beispiel eines zentralen Geschäftsviertels in einer ländlichen Stadt in Illinois dar, zum anderen befindet sich das Geburtshaus des 40. Präsidenten der Vereinigten Staaten, Ronald Reagan, innerhalb seiner Grenzen. Aus diesen Gründen wurde der Distrikt am 3. Juni 1982 in das National Register of Historic Places eingetragen.